# Ahriman
Ahriman eller Angra Mainyu er inden for Zarathustrianisme en guddom, der repræsenterer usandhed, slethed, mørke, den materielle verden samt døden. Han kæmper imod den guddommelige repræsentant for godhed, sandhed, ånd, lys og liv, Ahura Mazda.
En romersk figur, fundet i York, fremstiller ham som en mand med løvehoved og kroppen omslynget af slanger, samt holdene en nøgle i hver hånd.
I persisk mytologi blev Ahriman dannet sammen med en tvillingeånd. Tvillingeånden repræsenterede alt det gode og retfærdige, hvorimod Ahrimann var den diametrale modsætning, ondskab og urætfærd.
Da disse ånder mødtes skabtes liv og død. De gav mennesker valget mellem den rettroende og den kætterske vej, og ved tidens ende vil de rettroende mødes med den gode, sande og vise gud, mens kætterne mødes af den værst tænkelige skæbne.
De to ånder stod på hver sin side ved den sidste store kosmiske krig, som endte med en sejr til den ”Vise Gud.”
| Religion | Spire Denne religionsartikel er en spire som bør udbygges. Du er velkommen til at hjælpe Wikipedia ved at udvide den. |